# チューダー・セント・ジョージ・タッカー
チューダー・セント・ジョージ・タッカー（Tudor St George Tucker、1862年4月28日 - 1906年12月21日）はイギリス生まれで、オーストラリアなどで活動した画家である。

## 略歴
ロンドンで生まれた。祖父は、イギリス東インド会社の重役を務めた人物で父親はインド植民地軍(Bengal Cavalry) の将校であった。家族の反対があったが画家の道に進んだ。幼い頃から病弱で1881年に健康に良い気候を求めてオーストラリアのメルボルンに移った。1883年から1887年の間、メルボルンのビクトリア国立美術館(ナショナル・ギャラリー)付属の美術学校で、ジョージ・フォリングスビー（George Folingsby）に学び、美術学校の賞を得て、ヴィクトリア州の美術アカデミーの展覧会に出展した。
1887年にヨーロッパに戻り、アカデミー・ジュリアンなどで学んだ。フランスではメルボルンで共に学んだエマニュエル・フィリップス・フォックスと付き合った。多くの芸術家が集まったエタンプにもしばしば滞在した。1891年に初めてサロン・ド・パリに出展した。
1892年にメルボルンに戻り、スタジオを開き、1893年から1899年までフォックスと美術学校(Melbourne School of Art)を経営した。タッカーが教えた学生にはアイナ・グレゴリー(Ina Gregory)、バーサ・マーフィールド(Bertha Merfield)、アンブローズ・パターソン(Ambrose Patterson)、ヴァイオレット・ティーグ(Violet Teague)らがいた。
オーストラリアでも健康はそれほと改善されなかったので、1899年にロンドンに戻ることにしてチェルシーにスタジオを開いた。ロイヤル・アカデミー・オブ・アーツの展覧会に、1900年と1901年に2点、1902年に1点の絵画を出展した。1906年にロンドンで肺炎から死去した。

## 作品

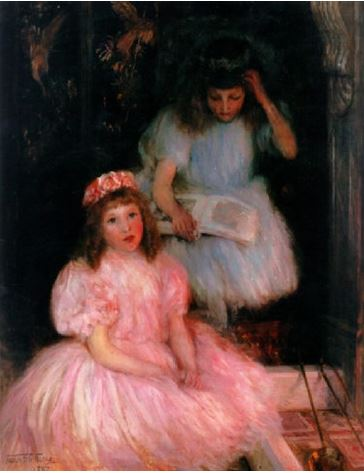
"Fireside Fairies" (1897)
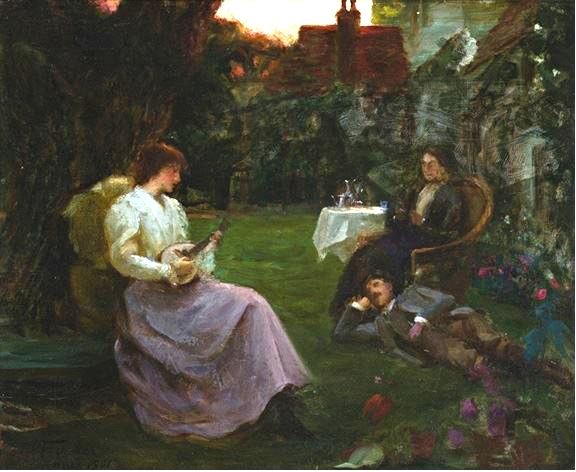
"Garden Party"(1901)
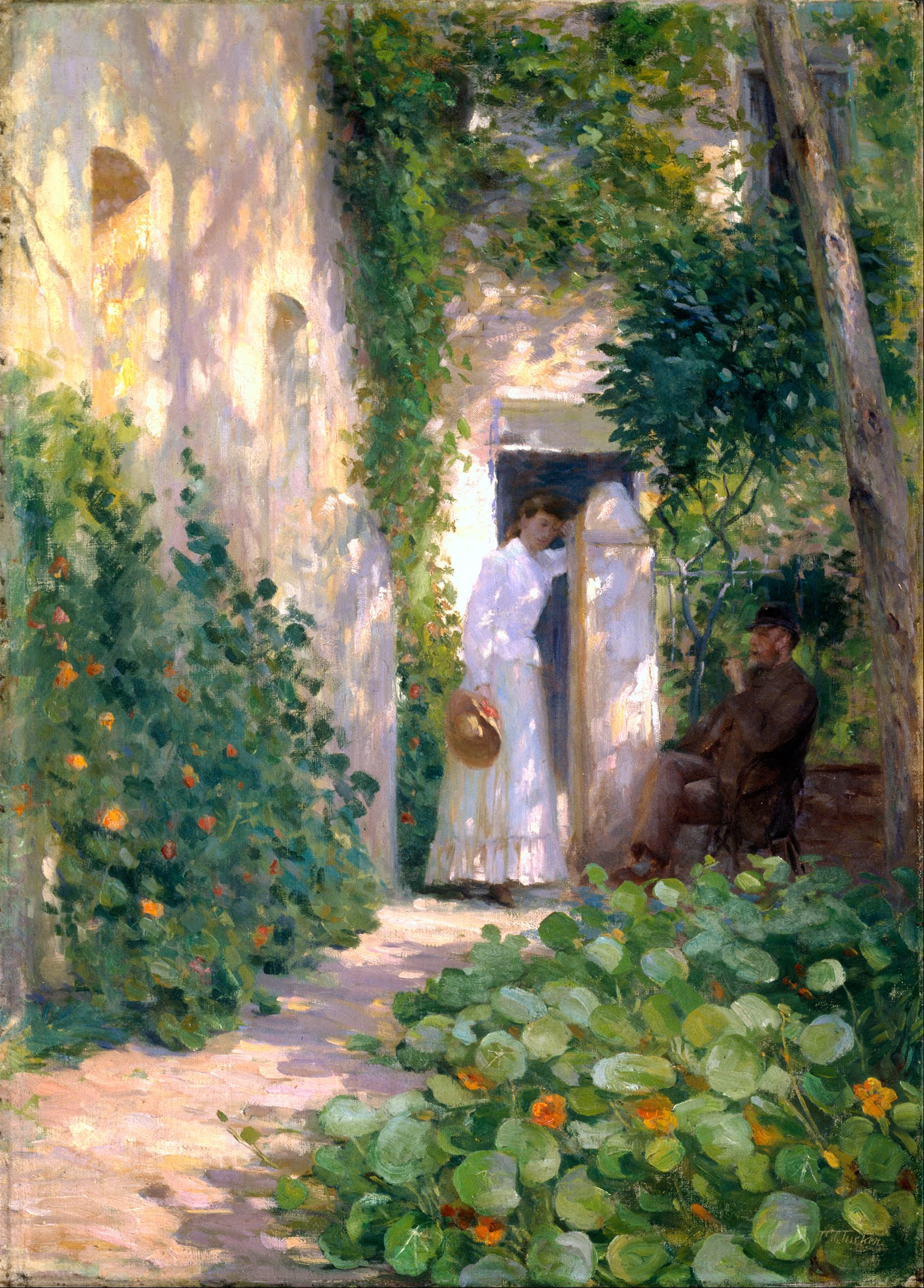
"Nasturtiums"(c.1903)
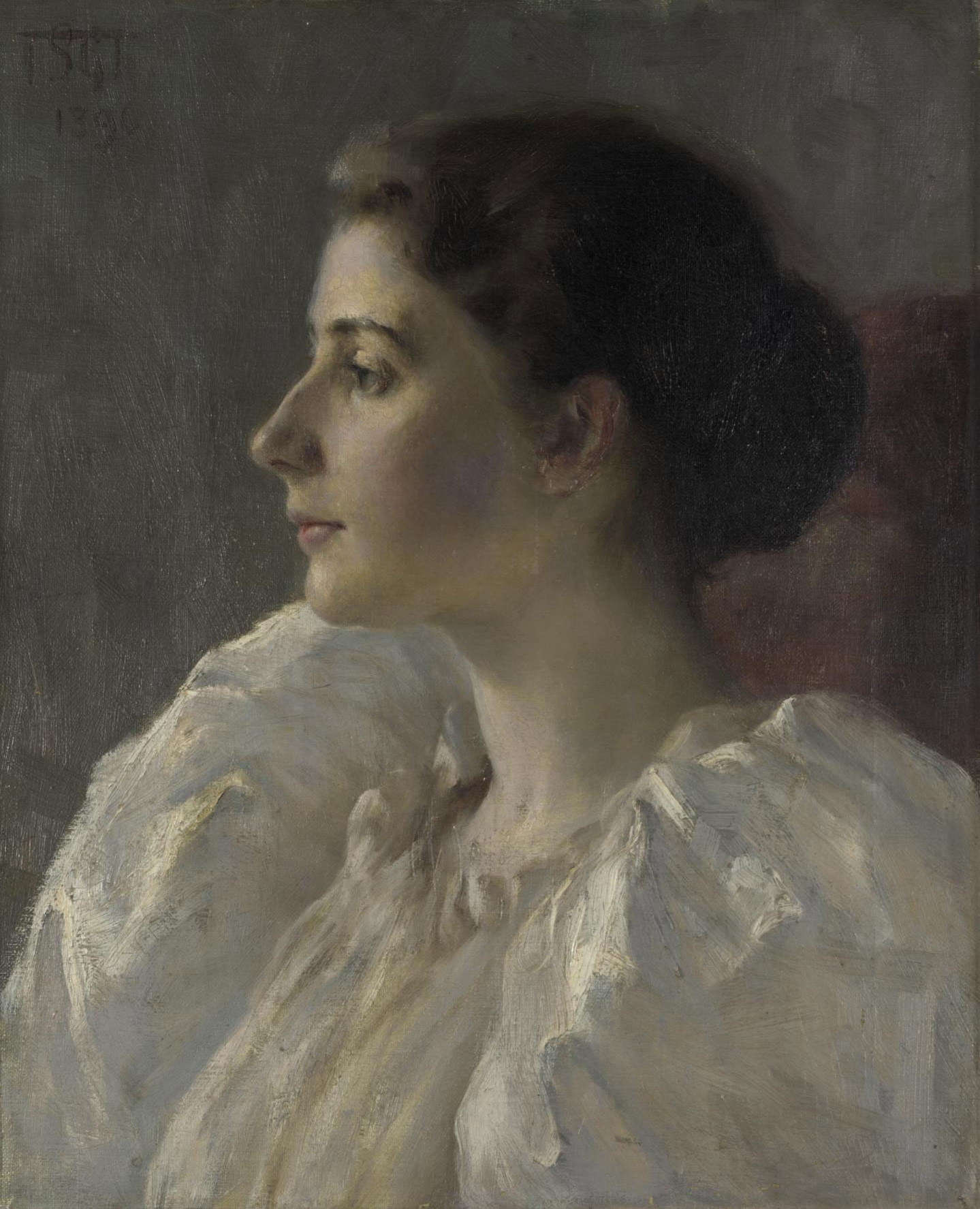
「白いドレスの婦人像」

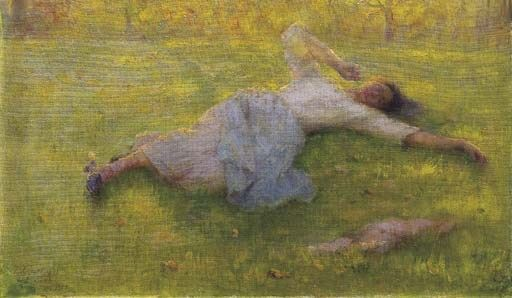
"Springtime" (1890)
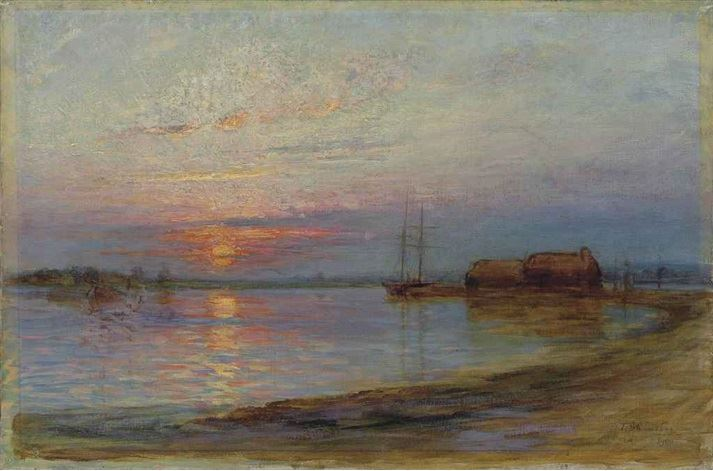
"Sunset" (1900)
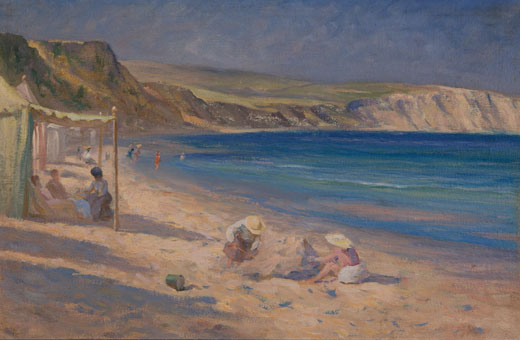
"Our tent at Swanage"(1903)